# Милоје од Рогаче
Милоје од Рогаче (?-?) један је од првих драгачевских каменорезаца који нам је познат по имену.
О животу овог клесара не зна се ништа, осим да је био из Рогаче крај Гуче. Споменике је израђивао средином 19. века.
Потписао се на надгробним споменицима Ивану Димитријевићу (†1843) на гробљу Чукар у Рогачи, Јовану Анђелићу (†1844) у селу Гуча и Милинку Тутуну (†1846) у Рајцу.
Епитафи, урезани словима предвуковске азбуке, садрже само основне податке о покојнику.

Споменик Милинку Тутуну (†1846) (Рајац – гробље у шуми)
Овде почива
МИЛИНКО ТУТУН
Поживи 30 : г :
Умре 26 : октовр.
1846 : Г :
Писа Милоје Радиво
из Рогаче